# Symploce kibalituriensis
Symploce kibalituriensis är en kackerlacksart som beskrevs av Roth, L. M. 1986. Symploce kibalituriensis ingår i släktet Symploce och familjen småkackerlackor. Inga underarter finns listade i Catalogue of Life.